# Liste der Stolpersteine in Frankfurt-Gallus
Die Liste der Stolpersteine in Frankfurt am Main führt die vom Künstler Gunter Demnig verlegten Stolpersteine in Frankfurt am Main auf. Die Initiative Stolpersteine in Frankfurt am Main e. V. hat seit November 2003 die Verlegung von ca. 2000 Stolpersteinen, mindestens fünf Kopfsteinen und mindestens vier Stolperschwellen veranlasst. Die Initiative wird von der Stadt Frankfurt sowie von zahlreichen Institutionen, darunter das Jüdische Museum und das Institut für Stadtgeschichte unterstützt.
Die Steine erinnern an Menschen, die während der Zeit des Nationalsozialismus verfolgt, verhaftet, gequält, entrechtet, zur Flucht oder zum Suizid getrieben oder ermordet wurden. An ihrem letzten frei gewählten Wohnort in Frankfurt erinnern die Steine an alle Opfer des Nationalsozialismus: an Juden, Sinti und Roma, politisch Verfolgte, Zeugen Jehovas, Homosexuelle und Zwangsarbeiter, an als „asozial“ gebrandmarkte Menschen und an die Opfer der sogenannten „Euthanasie“-Morde an Kranken und Behinderten.
Im Oktober 2018 verlegte Gunter Demnig in Frankfurt den europaweit siebzigtausendsten Stein.
Die Stadtteile sind nach der Liste der Stadtteile von Frankfurt am Main angelegt. In den nicht gelisteten Stadtteilen liegen bislang keine Stolpersteine.
Über die hinter den Namen der Opfer liegenden Links lässt sich die zugehörige Biographie auf der Homepage der Stadt Frankfurt aufrufen.

## Liste
| Adresse                      | Name                                      | Verfolgungsschicksal | Verlegedatum      | Bild                                                  | Anmerkung               |
| ---------------------------- | ----------------------------------------- | --- | ----------------- | ----------------------------------------------------- | ----------------------- |
| Kostheimer Straße 20 ·       | Fritz Cohn                                | Fritz Cohn geb. 25.4.1909 "Schutzhaft" 12.11.1938-5.5.1939 KZ Buchenwald Deportation 22.11.1941 Kowno/Kaunas Fort IX ? tod 25.11.1941                                                    | 16. Mai 2023      |                                                       |                         |
| Kostheimer Straße 20 ·       | Selma Cohn                                | Selma Cohn geb. Weil geb. 2.11.1875 Deportation 22.11.1941 Kowno/Kaunas Fort IX ? tod 25.11.1941                                                                                         | 16. Mai 2023      |                                                       |                         |
| Mainzer Landstraße 281–291 · | Fritz Adler                               | Fritz Adler geb. 8.9.1888 Haft 1938 Buchenwald Flucht 1939 USA | 16. Mai 2023      |                                                       | siehe auch Wiki-Artikel |
| Mainzer Landstraße 281–291 · | Brunhilde Adler                           | Brunhilde Adler geb. Loeb geb. 12.3.1898 Flucht 1939 USA | 16. Mai 2023      |                                                       |                         |
| Mainzer Landstraße 281–291 · | Lothar Adler                              | Lothar Adler geb. 7.7.1887 Flucht 1939 Holland 1940 USA | 16. Mai 2023      |                                                       |                         |
| Mainzer Landstraße 281–291 · | Ellen Adler                               | Selma Adler geb. Lorge geb. 22.5.1900 Flucht 1939 Holland 1940 USA | 16. Mai 2023      |                                                       |                         |
| Mainzer Landstraße 281–291 · | Kopfstein Schuhfabrik J. & C.A. Schneider | Schuhfabrik J. & C. A. Schneider "Schlappeschneider" Mäzen der Frankfurter Eintracht 1938 "arisiert", 1944 kriegszerstört                                                                | 16. Mai 2023      |                                                       | Kopfstein               |
| Mainzer Landstraße 123 ·     | Konrad August Adolf Karl Begemann         | August Begemann geb. 2.2.1895 Herborn 21.7.1941 Tötungsanstalt Hadamar tod 21.7.1941 | 13. Okt 2021      |                                                       |                         |
| Frankenallee 60 ·            | Karl Stecker                              | Karl Stecker geb. 13.1.1900 Haft: 4.1.1934, Verurteilt § 175 1934 Freiendiez, 1936 Ziegenhain 1938 Schwäbisch Hall 1939 Esterwegen 1940 Butzbach 1942 Mauthausen-Gusen tod Dezember 1942 | 22. Juni 2019     |                                                       |                         |
| Kostheimer Straße 15 ·       | Edgar Neuser                              | Edgar Neuser geb. 14.1.1922 Einweisung 10.3.1926 Heilanstalt Scheuern 29.1.1934 Filiale Langauer 19.3.1941 Hadamar Todesdatum: 19.3.1941                                                 | 22. Juni 2019     |                                                       |                         |
| Steuernagelstraße 60 ·       | Friedrich Heilmann                        | Friedrich Heilmann geb. 27. Oktober 1886 im Widerstand/SPD Suizid 10. Mai 1933 | 19. Mai 2016      |                                                       |                         |
| Frankenallee 114 ·           | Lilly Knorsch geb. Dinkelspiel            | Lilly Knorsch, geb. Dinkelspiel geb. 21. November 1898 deportiert 17. Mai 1943 Auschwitz ermordet 12. Juli 1943                                                                          | 16. Mai 2015      |                                                       |                         |
| Tevesstraße 27 ·             | Johannes Bild                             | Johannes Bild geb. 30. März 1904 Haft 1937 Kassel deportiert 1942 Sachsenhausen ermordet 16. Juli 1942                                                                                   | 11. Mai 2012      | Stolperstein Johannes Bild                            |                         |
| Hellerhofstraße 5 ·          | Frieda Engelbrecht geb. Schwed            | Frieda Engelbrecht, geb. Schwed geb. 31. Januar 1889 deportiert 1943 Auschwitz ermordet 21. Februar 1943                                                                                 | 11. Mai 2012      | Stolperst hellerhofstr 9 engelbrecht frida            |                         |
| Hellerhofstraße 5 ·          | Hans Engelbrecht                          | Hans Engelbrecht geb. 8. September 1896 deportiert 4. Februar 1943 Buchenwald überlebte                                                                                                  | 11. Mai 2012      | Stolperst hellerhofstr 9 engelbrecht hans             |                         |
| Tevesstraße 43 ·             | Karl Fehler                               | Karl Fehler geb. 24. März 1905 deportiert 25. August 1941 Sachsenhausen ermordet 19. Dezember 1941                                                                                       | 3. September 2008 | Stolperstein Tevesstr 43 für Karl Fehler              | Siehe auch Wiki Artikel |
| Kölner Straße 71 ·           | Toni Grünebaum                            | Toni Grünebaum geb. Rosenthal geb. 11. Juli 1900 deportiert 22. November 1941 Kaunas ermordet 25. November 1941                                                                          | 11. Mai 2012      | Stolperst koelner strasse 71 gruenebaum toni          |                         |
| Kölner Straße 71 ·           | Harry Rosenthal                           | Harry Rosenthal geb. 1. Oktober 1908 deportiert 22. November 1941 Kaunas ermordet 25. November 1941                                                                                      | 11. Mai 2012      | Stolperst koelner strasse 71 rosenthal harry          |                         |
| Kölner Straße 71 ·           | Jakob Rosenthal                           | Jakob Rosenthal geb. 15. Januar 1876 deportiert 22. November 1941 Kaunas ermordet 25. November 1941                                                                                      | 11. Mai 2012      | Stolperst koelner strasse 71 rosenthal jakob          |                         |
| Kölner Straße 71 ·           | Rosa Rosenthal                            | Rosa Rosenthal geb. Bachenheimer geb. 5. Dezember 1879 deportiert 22. November 1941 Kaunas ermordet 25. November 1941                                                                    | 11. Mai 2012      | Stolperst koelner strasse 71 rosenthal rosa           |                         |
| Mainzer Landstraße 137 ·     | Nikolaus Kopp                             | Nikolaus Kopp geb. ?.?.1919 deportiert 1941 in „Heilanstalt“ Hadamar ermordet 13. Februar 1941                                                                                           | 6. Juni 2006      | Stolperstein Mainzer Landstraße 137 für Nikolaus Kopp |                         |
| Kriftelerstraße 103 ·        | Ruth Pappenheimer                         | Ruth Pappenheimer geb. 8. November 1925 deportiert 1944 Anstalt Idstein-Kalmenhof ermordet 20. Oktober 1944                                                                              | 20. Oktober 2013  | Stolpersteine kriftelerstr 103                        | siehe auch Wiki Artikel |
| Eppenhainerstraße 6 ·        | Irene Rosenthal                           | Irene Rosenthal geb. 28. Dezember 1921 deportiert 3. März 1943 von Berlin nach Auschwitz ermordet 25. November 1941                                                                      | 11. Mai 2012      | Stolperstein Eppenhainer Strasse 6 Rosenthal Irene    |                         |
| Eppenhainerstraße 6 ·        | Karl Rosenthal                            | Karl Rosenthal geb. 5. Mai 1879 deportiert 1942 Region Lublin ermordet | 11. Mai 2012      | Stolperstein Eppenhainer Strasse 6 Rosenthal Karl     |                         |
| Eppenhainerstraße 6 ·        | Setta Rosenthal                           | Setta Rosenthal geb. Strauss geb. 10. September 1883 deportiert 1942 Region Lublin ermordet                                                                                              | 11. Mai 2012      | Stolperstein Eppenhainer Strasse 6 Rosenthal Setta    |                         |
| Gutenbergstraße 20 ·         | Eduard Schwemmer                          | Eduard Schwemmer geb. 23. Februar 1908 7. Juli 1941 Haft 5. März 1942 Kassel befreit | 11. Mai 2012      | Stolperstein Gutenbergstr 20 Schwemmer Eduard         |                         |
| Gutenbergstraße 20 ·         | Karlheinz Schwemmer                       | Karlheinz Schwemmer geb. 30. August 1933 5. März 1943 Haft 9. August 1943 Hadamar ermordet 12. August 1943                                                                               | 11. Mai 2012      | Stolperstein Gutenbergstr 20 Schwemmer Karl Heiz      |                         |
| Gutenbergstraße 20 ·         | Rosa Schwemmer                            | Rosa Schwemmer geb. Katz geb. 31. März 1909 deportiert 1943 unbekannt befreit | 11. Mai 2012      | Stolperstein Gutenbergstr 20 Schwemmer Rosa           |                         |
| Hufnagelstraße 22 ·          | Hildegard Stern                           | Hildegard Stern geb. 21. Mai 1928 deportiert 11. November 1941 Minsk ermordet | 11. Mai 2012      | Stolperstein Hufnagelstraße 22 Stern Hildegard        |                         |
| Hufnagelstraße 22 ·          | Paula Stern                               | Paula Stern geb. Bär geb. 19. Juli 1887 deportiert 11. November 1941 Minsk ermordet | 11. Mai 2012      | Stolperstein Hufnagelstraße 22 Stern Paula            |                         |
| Kölner Straße 69 ·           | Rebecka Strauß                            | Rebecka Strauß geb. Rosenthal geb. 3. September 1874 deportiert 15. September 1942 Theresienstadt ermordet 26. Januar 1943                                                               | 11. Mai 2012      | Stolpersteine Kölner Straße 69 Strauß, Rebecka        |                         |
| Steuernagelstraße 29 ·       | Karl J. Weisbecker                        | Karl J. Weisbecker geb. 22. Januar 1901 deportiert Rheininsel Petersaue tot 18. Mai 1941                                                                                                 | 11. Mai 2012      | Stolpersteine Steuernagelstraße 29 Weisbecker, Karl   |                         |
| Mainzer Landstraße 418 ·     | Manfred Ahrens                            | Manfred Ahrens geb. 20. Oktober 1905 Suizid ermordet 2. August 1942 | 21. Juni 2014     | Stolpersteine Mainzer Landstraße 418                  |                         |